# Campeonato Sul-Americano de Rugby de 1979
O Campeonato Sul-Americano de Rugby de 1979 foi a XI edição deste torneio.

O torneio foi realizado no Chile na cidades de Santiago e Viña del Mar.
Participaram as equipas de Argentina, Brasil, Chile, Paraguai e Uruguai.
O sucesso foi da Seleção Argentina.

## Jogos
| 4 de Outubro de 1979 |         |         |          |
| Argentina            | 19 – 16 | Uruguai | Santiago |
|                      |         |         | Santiago |

| 4 de Outubro de 1979 |         |          |          |
| Chile                | 27 – 13 | Paraguai | Santiago |
|                      |         |          | Santiago |

| 6 de Outubro de 1979 |        |         |          |
| Brasil               | 0 – 48 | Uruguai | Santiago |
|                      |        |         | Santiago |

| 6 de Outubro de 1979 |         |           |          |
| Chile                | 15 – 34 | Argentina | Santiago |
|                      |         |           | Santiago |

| 7 de Outubro de 1979 |        |          |              |
| Brasil               | 16 – 6 | Paraguai | Viña del Mar |
|                      |        |          | Viña del Mar |

| 7 de Outubro de 1979 |       |         |              |
| Chile                | 9 – 9 | Uruguai | Viña del Mar |
|                      |       |         | Viña del Mar |

| 9 de Outubro de 1979 |         |          |          |
| Argentina            | 76 – 13 | Paraguai | Santiago |
|                      |         |          | Santiago |

| 9 de Outubro de 1979 |        |        |          |
| Chile                | 53 – 6 | Brasil | Santiago |
|                      |        |        | Santiago |

| 12 de Outubro de 1979 |        |         |          |
| Paraguai              | 9 – 53 | Uruguai | Santiago |
|                       |        |         | Santiago |

| 12 de Outubro de 1979 |         |        |          |
| Argentina             | 109 – 3 | Brasil | Santiago |
|                       |         |        | Santiago |

### Classificação
| Seleção   | Vitórias | Empates | Derrotas | Pontos a favor | Pontos contra | Pontos +/- | Pontos |
| --------- | -------- | ------- | -------- | -------------- | ------------- | ---------- | ------ |
| Argentina | 4        | 0       | 0        | 238            | 47            | +191       | 8      |
| Uruguai   | 2        | 1       | 1        | 126            | 37            | +89        | 5      |
| Chile     | 2        | 1       | 1        | 104            | 62            | +42        | 5      |
| Brasil    | 1        | 0       | 3        | 25             | 216           | -191       | 2      |
| Paraguai  | 0        | 0       | 4        | 41             | 172           | -131       | 0      |

Pontuação: Vitória = 2, Empate = 1, Derrota = 0 

## Campeão
| Campeonato Sul-Americano de Rugby 1979 |
| -------------------------------------- |
| ARGENTINA Campeã (11º título)          |